# Tour de Nesle

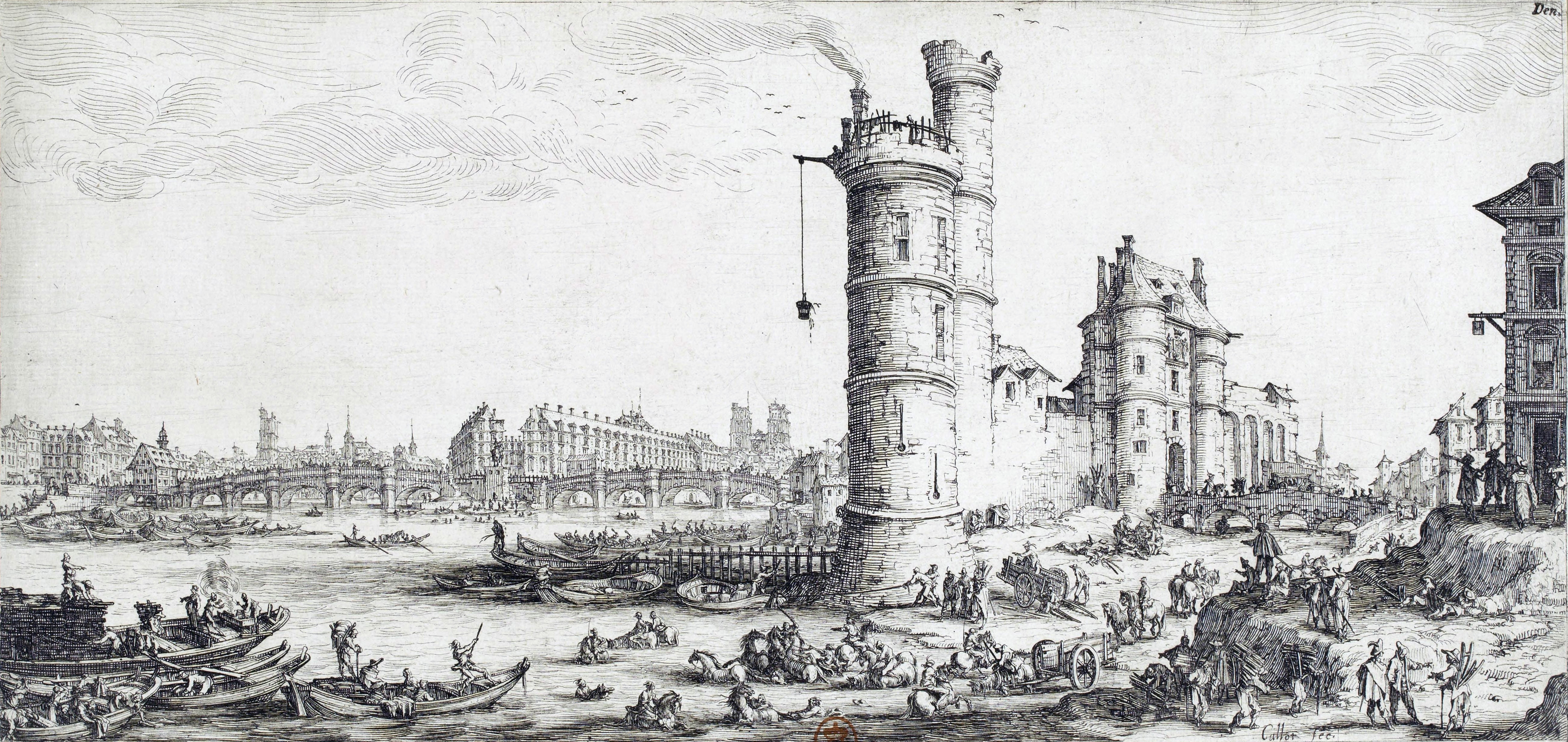
De Tour de Nesle op een stadsgezicht van Jacques Callot, ca. 1629

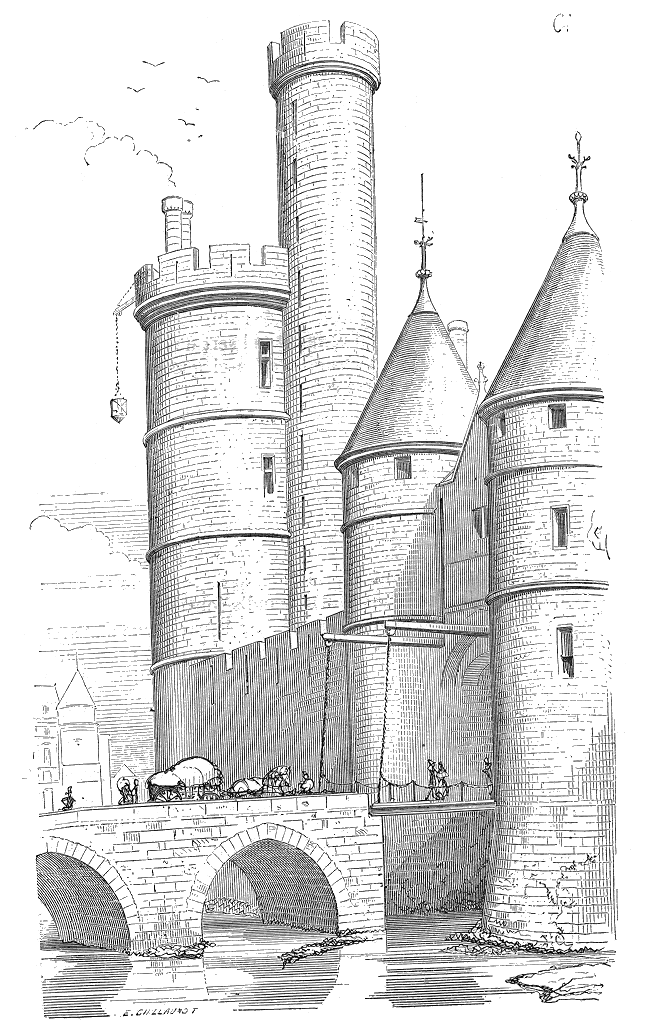
Tekening van de Tour de Nesle met de porte de Nesle, als onderdeel van het hôtel de Nesle, uit 1856 zoals opgenomen in de Dictionnaire raisonné de l'architecture française du XIe au XIe siècle van Eugène Viollet-le-Duc

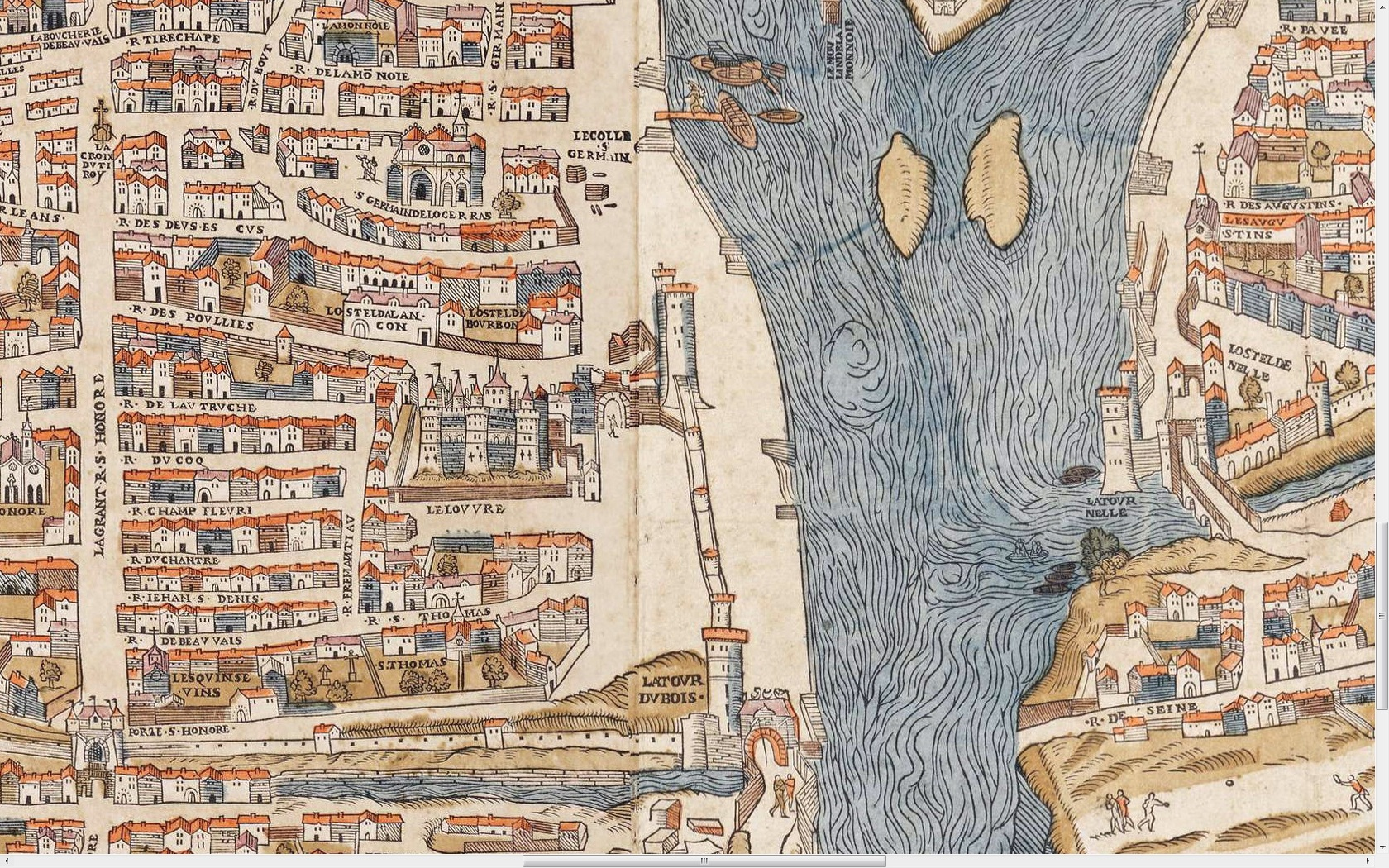
De Tour de Nesle, op de kaart van Truschet en Hoyau uit 1550 vermeld als Latour Nelle

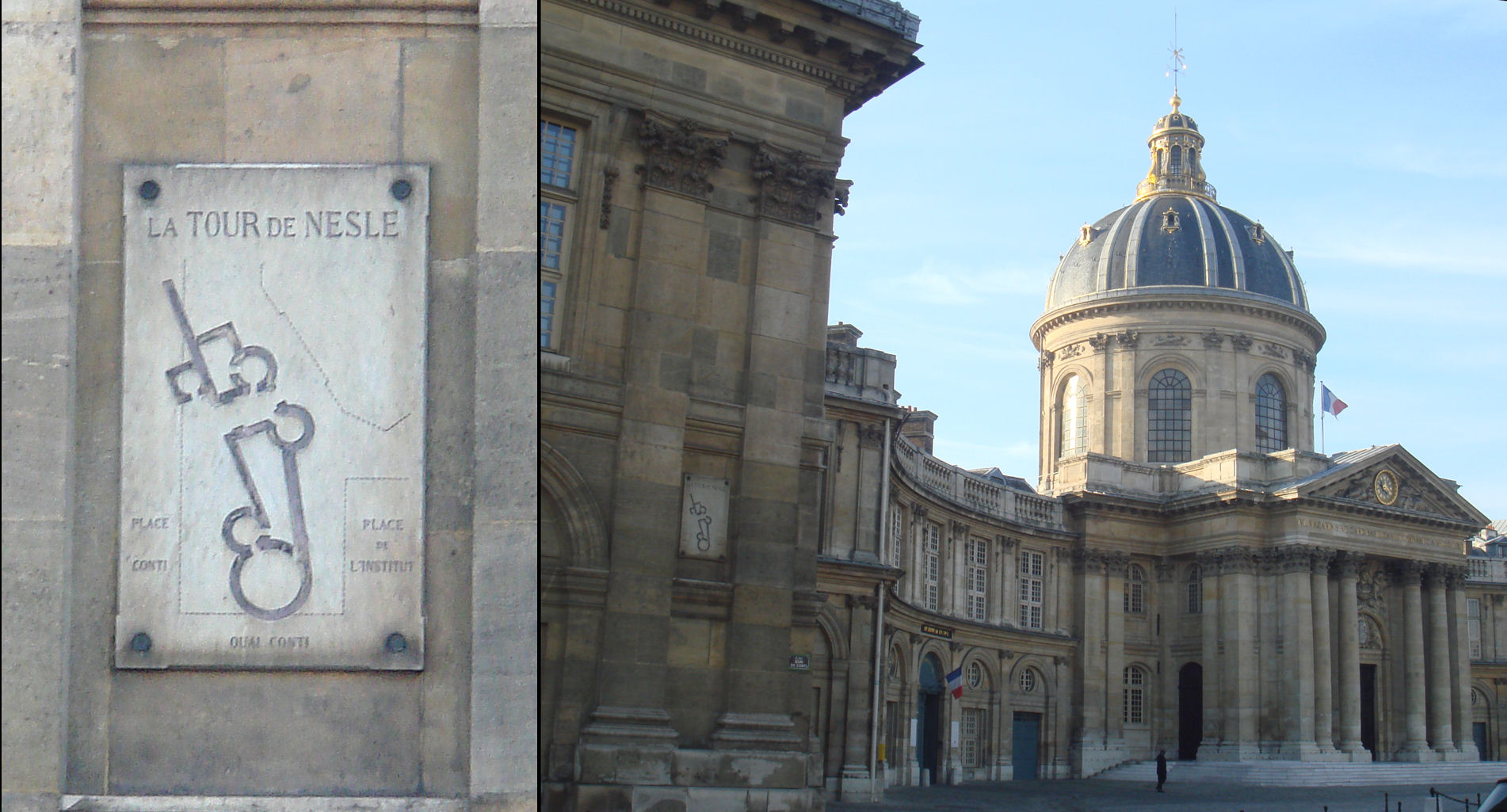
Plakkaat waarop de locatie van de Tour de Nesle ten opzichte van het Collège des Quatre-Nations wordt geduid

De Tour de Nesle was een middeleeuwse wachttoren op een hoek van de Parijse stadsmuur, gebouwd rond 1200 onder het bewind van koning Filips II van Frankrijk. De schoondochters van koning Filips de Schone gebruikten de toren voor amoureuze ontmoetingen, wat de troon in diskrediet bracht toen het in 1314 aan het licht kwam. Vanaf de 15e eeuw ontstond een legende die de Tour de Nesle tot het toneel maakte van losbandig en luguber gedrag door een Franse koningin.

## De toren
De Tour de Nesle stond op de linkeroever van de Seine, tegenover het Louvre, daar waar nu de linkervleugel van het Collège des Quatre-Nations, het paleis van het Institut de France zich bevindt. Ook al werd hij in 1660 afgebroken, toch bleven er heel wat eigentijdse afbeeldingen van bewaard. Daaruit valt af te leiden dat hij een diameter had van ongeveer 9 tot 10 meter, en een hoogte van ongeveer 25 meter (inclusief de traptoren). Een zekere heer de Nesle bouwde er in de 13e eeuw een herenhuis (hôtel) tegenaan, waarvan de toren deel ging uitmaken. De Franse koning Filips de Schone kocht het hele Hôtel de Nesle in 1308 van Amaury de Nesle, waarna zijn zoon Filips V het in 1319 schonk aan zijn echtgenote Johanna. Deze liet het bij testament (in 1325) wéér verkopen ten voordele van het Collège de Bourgogne dat zij pas had gesticht als onderdeel van de universiteit van Parijs. In de jaren 1663-1665 werd de toren afgebroken om plaats te ruimen voor het Collège des Quatre-Nations en de Bibliothèque Mazarine.

## Het schandaal van de Tour de Nesle
In het laatste levensjaar van Filips de Schone barstte een schandaal uit rond zijn schoondochters Johanna, Blanca en Margaretha. Deze frivole en levenslustige prinsessen brachten in het Parijse hofleven weer een sfeer van vrolijkheid, die schril contrasteerde met de vrome en strenge levenswijze die de oude koning Filips de Schone erop nahield.
Een viertal jaar na hun huwelijk werden Margaretha en Blanca verliefd op de knappe tweelingbroers Gauthier en Philippe d'Aulnay. Allerlei geruchten deden de ronde aan het hof, maar niemand durfde de koning op de hoogte te brengen van de losbandigheid van zijn schoondochters, tot in april 1314 de bom barstte. Volgens sommige historici was het Isabella, dochter van Filips de Schone en koningin van Engeland, die haar schoonzussen verklikte en de zaak aan het rollen bracht. Isabella, bijgenaamd de Wolvin van Frankrijk, was zelf verbitterd door een ongelukkig huwelijksleven.
Woedend liet de koning een onderzoek instellen, waarna de feiten nog moeilijk konden ontkend worden. Uit het onderzoek bleek ook dat de derde prinses, Johanna, minstens op de hoogte was. De koning reageerde furieus. Zijn schoondochters werden alle drie in het openbaar vernederd en kaalgeschoren. Daarna werden ze opgesloten: Margaretha en Blanca in het Kasteel Gaillard in Les Andelys, Johanna, in enigszins betere omstandigheden, in het kasteel van Dourdan.
Het lot dat de gebroeders d'Aulnay wachtte was ronduit gruwelijk. Zij bekenden schuld na zware folteringen en werden na een kort proces ter dood veroordeeld wegens majesteitsschennis. Het vonnis werd in het openbaar op beestachtige wijze uitgevoerd te Pontoise. Ook al was men in die dagen wel wat gewoon, toch werd er gefluisterd dat deze straf buiten alle proporties was. Voor Filips de Schone gold dit misdrijf echter niet alleen als een belediging voor zijn familie, het ondermijnde zijn dynastie, want hoe zou in de toekomst een koning gerespecteerd worden, aan wiens legitieme afkomst men kon twijfelen? Dit besef, gekoppeld aan het feit dat geen enkele van zijn zonen voor een mannelijke erfgenaam had gezorgd, moet de eigenliefde van de vrome koning erg gekwetst hebben.
Margaretha overleed onder verdachte omstandigheden in haar gevangenis, amper vier dagen voor haar echtgenoot Lodewijk X zou hertrouwen met Clementia van Hongarije. Zij had haar man enkel een dochter geschonken, de latere Johanna II van Navarra.
Blanca's echtgenoot, de toekomstige koning Karel IV, die ondanks zijn vernedering erg op haar gesteld was, bleef het moeilijk hebben met haar gevangenschap. Beide echtgenoten schikten zich uiteindelijk naar de politieke noodzaak het huwelijk te ontbinden. Omdat er geen reden voorhanden was voor de ongeldigheid van hun huwelijk – overspel was voor de Kerk onvoldoende reden – nam men zijn toevlucht tot juridische spitsvondigheden. Het feit dat Karels schoonmoeder, Mathilde van Artesië, zijn doopmoeder was geweest (zijn "spirituele moeder") maakte zijn vrouw in zekere zin tot zijn "spirituele zuster" en werd aangegrepen om het huwelijk kerkrechtelijk te annuleren. Blanca trad in het klooster te Maubuisson. Karel IV zou nog tweemaal trouwen, zonder echter een mannelijke erfgenaam te verwekken. Zo stierf met hem het Huis Capet in mannelijke lijn uit.
Blanca's zuster Johanna had iets meer geluk. Omdat er tegen haar nooit bewijzen gevonden waren voor overspel, kon men haar hoogstens ten laste leggen dat zij op de hoogte was geweest van het overspel van de andere twee prinsessen. Haar moeder, Mathilde van Artesië, greep dit argument aan om in de koninklijke familieraad voor haar eerherstel te pleiten. Ze kreeg dan ook na verloop van tijd haar plaats terug aan de zijde van haar echtgenoot Filips V. Ook Johanna schonk haar man "enkel" dochters.
Het schandaal liet een stevige afdruk na in de Franse geschiedenis. In hoge kringen werd het patriarchale toezicht op vrouwen aangescherpt en overspel door koninginnen verdween uit de hoofse literatuur. Nog ingrijpender was de opvolgingscrisis die ontstond toen Lodewijk X van Frankrijk in 1316 onverwacht overleed, enkele maanden later gevolgd door zijn postume zoontje Jan. Dit plaatste zijn dochter Johanna normaal eerste in lijn voor de troonsopvolging, maar de hoogadel had geen vertrouwen in haar legitimiteit en drukte de meest strenge interpretatie van de Salische Wet door. Om deze uitsluiting van vrouwen te bekrachtigen werden in 1317 de Staten-Generaal samengeroepen. Haar oom besteeg de troon als Filips V van Frankrijk, maar de koninklijke autoriteit was aangetast en de contestatie daarrond evolueerde een twintigtal jaar later tot de Honderdjarige Oorlog.

## Legende
Volgens een hardnekkig verhaal, nadien nog verfraaid door de fantasie van onder meer Alexandre Dumas, lokte een wulpse en bloeddorstige koningin knappe studenten naar binnen in de Tour de Nesle, waar zij zich aan hen vergreep. Hun onherkenbaar verminkte lijken gooide ze 's nachts in de rivier. De enige koningin die potentieel in verband met deze legende kan worden gebracht is Johanna, de vrouw van Filips V. Zij heeft hier echt gewoond en afgaande op haar testamentaire beschikking was zij wel geïnteresseerd in studenten, maar niets wijst erop dat dit niet in eer en deugd gebeurde.

## In de letteren en de cinematografie
De toren heeft auteurs en filmmakers verhaalstof geboden voor historische drama's over moorden en orgieën.
Alexandre Dumas presenteerde in 1832 het toneelstuk La Tour de Nesle, waarin hij Margaretha van Bourgondië minnaars liet ontmoeten en doden in de toren.
Dichter bij de historische werkelijkheid staat de romancyclus De vervloekte vorsten van Maurice Druon. Het eerste deel daarvan uit 1955 vertelt het schandaal van de Tour de Nesle.
Ook komt de Tour de Nesle voor in enkele delen van de romanreeks Angélique (1956-1985) van Annemarie en Serge Golon. Daarin heeft de hoofdrolspeelster haar toevlucht gezocht in de toren, die in gebruik is genomen door een boevenbende. Het boek speelt zich af tussen het huwelijk van Lodewijk XIV van Frankrijk in 1660 en de geboorte van zijn oudste zoon Lodewijk van Frankrijk (1661-1711) in 1661, vlak vóór de afbraak van de toren.